# Klaus Toppmöller
Klaus Toppmöller (* 12. srpna 1951, Rivenich) je bývalý německý fotbalista, útočník. Po skončení aktivní kariéry působil jako trenér. V letech 2006-2008 byl trenérem reprezentace Gruzie.

## Fotbalová kariéra
Začínal v týmu SV Eintracht Trier 05. V německé bundeslize hrál za 1. FC Kaiserslautern, nastoupil ve 204 utkáních a dal 108 gólů. Kariéru končil v týmech Dallas Tornado a Calgary Boomers a v nižší německé soutěži v týmu FSV Salmrohr. Za západoněmeckou reprezentaci nastoupil v letech 1976-1979 ve 3 utkáních a dal 1 gól. V Poháru UEFA nastoupil ve 7 utkáních a dal 5 gólů.

## Ligová bilance
| Ročník                                  | Zápasy | Góly | Klub                  |
| --------------------------------------- | ------ | ---- | --------------------- |
| 2. německá fotbalová Bundesliga 1970/71 | 30     | 11   | SV Eintracht Trier 05 |
| 2. německá fotbalová Bundesliga 1971/72 | 29     | 22   | SV Eintracht Trier 05 |
| Německá fotbalová Bundesliga 1972/73    | 9      | 0    | 1. FC Kaiserslautern  |
| Německá fotbalová Bundesliga 1973/74    | 32     | 21   | 1. FC Kaiserslautern  |
| Německá fotbalová Bundesliga 1974/75    | 28     | 6    | 1. FC Kaiserslautern  |
| Německá fotbalová Bundesliga 1975/76    | 32     | 22   | 1. FC Kaiserslautern  |
| Německá fotbalová Bundesliga 1976/77    | 34     | 19   | 1. FC Kaiserslautern  |
| Německá fotbalová Bundesliga 1977/78    | 34     | 21   | 1. FC Kaiserslautern  |
| Německá fotbalová Bundesliga 1978/79    | 30     | 17   | 1. FC Kaiserslautern  |
| Německá fotbalová Bundesliga 1979/80    | 5      | 2    | 1. FC Kaiserslautern  |
| CELKEM Bundesliga                       | 204    | 108  |                       |